# Don Francisco de Toledo
Don Francisco de Toledo es un personaje ficticio que durante un tiempo fue considerado uno de los últimos defensores de Constantinopla. Su única mención procede de un manuscrito conteniendo la obra de Pseudo-Frantzés, en realidad, una reelaboración hecha por un obispo del siglo XVI del texto de Jorge Frantzés.
Según este relato, Francisco habría sido un noble castellano que desembarcó en Constantinopla a principios de 1453. Pseudo-Frantzés afirma que Francisco era pariente del emperador Constantino XI Paleólogo y participaría junto a este en la defensa de la ciudad durante el asedio de Constantinopla. Cuando los otomanos lograron romper las defensas bizantinas, el 29 de mayo y para capturar la ciudad, Don Francisco lucharía junto a Constantino, Teófilo Paleólogo y Juan Dálmata alrededor del valle del Lycos. Fue allí donde perecería junto con el emperador y sus fieles seguidores mientras intentaban evitar que los turcos tomaran la ciudad.
La razón de la creación de este personaje sería el deseo del autor, Macario Melisurgos-Melissenos, de complacer a los miembros de la familia de Toledo que vivían en Nápoles, la ciudad donde se había refugiado.